# Кашкавал
Кашкавалът е млечен продукт, вид твърдо сирене, претърпяло процес на чедеризация. Произвежда се само от овче или краве мляко и от смес на овче с обезмаслено краве мляко.  В Италия този продукт се нарича качокавало. В Германия имат народен ден на кашкавала – 03 ноември, и се чества с парад, на който са изложени всякакви видове кашкавали и игри за по-малките любители.

## История и особености на кашкавала в България
Първоначално кашкавал се е произвеждал само от овче мляко, успоредно с лактацията на овцете, и то предимно във високопланинските райони. Съгласно БДС кашкавалът, произвеждан от овче мляко, се нарича „Балкан“, този от краве е „Витоша“, а кашкавалът, смес от двете млека, се нарича „Преслав“. До производството на познатия ни днес кашкавал се е стигнало чрез постепенно усъвършенстване на технологията в продължение на много векове. Тя се изразява в прокисване на сиренето и последващо попарване с гореща вода и осоляване. Тази технология се е запазила от древността, тъй като след попарването и осоляването кашкавалът се запазвал продължително време годен за консумация. Попарването на сиренината и сравнително обилното осоляване позволяват продължителното съхраняване на кашкавала и при неблагоприятни условия.

## Начин на производство
Суровината предварително се филтрира и центрофугира. Млякото, използвано за кашкавал, не се пастьоризира, а само се загрява при температура 60 -63 °C за 20 секунди. Целта при този процес е да се снижи броят на вредната микрофлора, като същевременно се запазят полезните в случая млечнокисели организми. След това млякото се охлажда и се налива във вана. Добавя се закваска и за 30 – 40 минути настъпва подсирване. Коагулумът се нарязва на ситни парчета с размер на грахово зърно. Отделя се суроватка. След известно време цялата маса започва да се бърка за около 20 минути, а след това съдържанието се подгрява до 38 – 39 °C и продължава да се бърка. Процедурата се нарича „изпичане на сиренината“. След приключването ѝ зърната стават твърди и еластични, а суроватката се отцежда. Следва процес на чедеризация. Той продължава 2 – 3 часа при температура 35 – 37 °C. Титруемата киселинност се повишава, сиренината придобива пластични качества, а при удар издава тимпаничен звук. След това сиренината се нарязва на тънки парчета и се поставя в концентриран разтвор на готварска сол, за да се осоли. Накрая се попарва за няколко минути, в резултат на което се образува каша, която се омесва и поставя в калъпи. След едно денонощие се отделя от калъпа и се оставя да зрее за около 60 дена.

### Попарване
Целта на този процес е:
- да се унищожи страничната микрофлора и да се инактивират ензимите
- слепване на сиренината и придобиване на по-голяма пластичност
- да замества пастьоризацията
- да придава солен вкус на кашкавала
- да се прекрати чедеризацията

Температурата на попарване трябва да бъде в границите на 72 – 74 °C за около 3 – 4 минути. Промяната на температурата и времето на попарване влияят отрицателно върху пластичността и вкусовите качества на продукта.

### Зреене
При този процес се получава допълнително разграждане на млечната киселина от термостабилни микроорганизми, останали живи в масата след попарването. След това постепенно те умират, като отделят ендоензими. Тези ензими, от своя страна, разграждат образувалия се монокалциев казеинат до аминокиселини. Те определят и високата хранителна стойност на кашкавала.

## Видове кашкавал
Съгласно БДС кашкавалът, произвеждан от овче мляко, се нарича „Балкан“, този от краве е „Витоша“, а кашкавалът, смес от двете млека, се нарича „Преслав“.
- кашкавал „Балкан“. Твърдо сирене, произвеждано от овче мляко, добивано от планинските райони със специфичен вкус и аромат. Богат на хранителни вещества и с високо съдържанвие на млечна мазнина, белтък и минерали, кашкавал „Балкан“ превъзхожда по калоричност кашкавала, произведен от краве мляко. Съдържание на сухо вещество – не по-малко от 58,0 %, на мазнини в сухото вещество – не по-малко от 50,0 %. Цвят – бял до светло жълт; структура – умерено твърда; вкус – приятно млечнокисел.
- кашкавал „Витоша“. Твърдо сирене, произвеждано от пълномаслено краве пастьоризирано мляко. Притежава приятен млечнокисел вкус и аромат. С богатото съдържание на хранителни вещества, лесноусвоима храна за всички възрастови групи. Консумира се като предястие, съставка на блюда с други видове сирена или в комбинация с месни продукти за приготвяне на сандвичи и пици. Съдържание на сухо вещество – не по-малко от 58,0 %, на мазнини в сухото вещество – не по-малко от 45,0 %. Цвят – бял до светло жълт; структура – умерено еластична; вкус – приятно млечнокисел. Стандартната форма на кашкавал „Витоша“ е разработена в „Млекокооп“ от Иван Донев и влиза в масово производство през 1952 година.[1]
- кашкавал „Преслав“. Твърдо сирене, произвеждано от сурово краве мляко и сурово овче мляко. Получен от термизиране на двете млека с добавка на закваска от млечнокисели микроорганизми, чрез подсирване с мая за сирене, с необходимата обработка и преминал цялостния процес на зреене, предназначен за консумация. Кашкавалът има светло жълт цвят, твърда хомогенна структура, ниско съдържание на сол и вода, трайност и изключителен вкус. Съчетанието на двете млека го правят невероятно вкусен и подходящ за директна консумация.

## Различия с други млечни продукти
Трябва да се прави разлика между българския кашкавал и жълтите сирена, познати в Европа. Жълтите сирена се произвеждат със закваски, които могат да се внасят след подсирването. В някои от технологиите се ползват два вида мляко и специфични технологични условия. За разлика от други жълти сирена, наличието на дупки в кашкавала говори за неспазване на санитарно-хигиенни норми при производството.